# Tommy Taylor (1951)
Thomas Frederick Taylor, detto Tommy (Hornchurch, 26 settembre 1951), è un allenatore di calcio ed ex calciatore inglese, di ruolo difensore.

## Carriera

### Giocatore

#### Club
Taylor ha giocato per l'Orient dal 1966 al 1970, anno in cui è passato al West Ham. È rimasto in forza agli Hammers fino al 1979, fatta eccezione per un'esperienza nella NASL con il Team Hawaii nel 1977: ha giocato 19 partite per questa squadra. Sempre con il West Ham, ha vinto l'FA Cup 1974-1975 ed è stato finalista della Coppa delle Coppe 1975-1976. Nel 1979 è tornato all'Orient, per poi trasferirsi ai belgi del Beerschot nel 1982, rimanendovi per una stagione.

#### Nazionale
Tra il 1971 ed il 1973, ha disputato 13 partite per l'Inghilterra under 23, senza mai andare a segno.

### Allenatore
Taylor è stato allenatore del Margate nel corso del 1991. Nel 1995 è diventato il manager del Cambridge United. Successivamente, ha ricoperto la medesima posizione al Leyton Orient e al Darlington.
Nel 2003, ha guidato il Farnborough Town, mentre nel 2004 è stato il tecnico del King's Lynn. Nel 2007 è stato chiamato ad allenare il Peterborough United come caretaker manager, ricoprendo quindi l'incarico ad interim.
In seguito, è diventato il manager del Boston United. Nel 2009 è stato scelto come commissario tecnico di Grenada, Nazionale che ha guidato anche nel corso della CONCACAF Gold Cup 2009, competizione in cui la formazione grenadina è stata eliminata nella fase a gironi, senza collezionare neppure un punto.
Lasciato questo incarico, è stato l'allenatore degli spagnoli del Torrevieja, per poi tornare in patria per guidare il Belper Town. Nel 2013 è stato il tecnico dei finlandesi dei PS Kemi Kings.
Il 7 gennaio 2015, Taylor è stato presentato ufficialmente come nuovo allenatore del Flekkerøy, formazione norvegese militante nella 2. divisjon, terzo livello del campionato locale. Il Flekkerøy ha chiuso il campionato al 9º posto. A fine stagione, Taylor ha annunciato che sarebbe rimasto sulla panchina della squadra anche nell'annata successiva. Il 30 aprile 2016 ha lasciato il Flekkerøy, per la combinazione tra motivi di famiglia e cattivi risultati.

## Palmarès

### Giocatore

#### Club
- Coppa d'Inghilterra: 1

West Ham: 1974-1975